# 坎普馬安國家公園

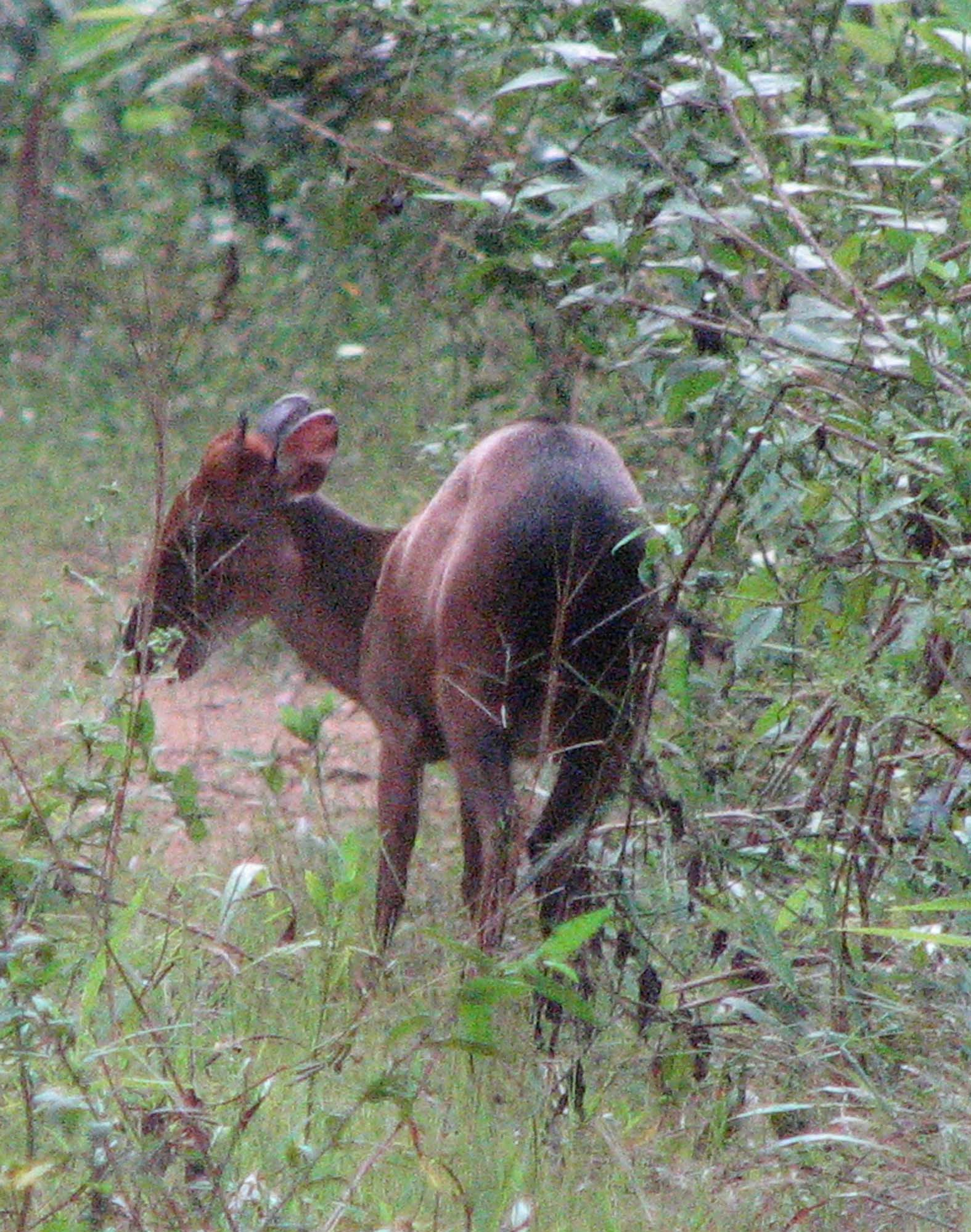

坎普馬安國家公園是喀麥隆的國家公園，位於該國西南部，毗鄰畿內亞灣，佔地2,604平方公里，建於1932年，在1999年被聯合國教科文組織劃入生物圈保護區，野生動物有非洲森林象、西部低地大猩猩、黑猩猩、河馬、山魈和豹。
2°21′N 10°0′E / 2.350°N 10.000°E